# Nhóm trực giao
Trong toán học, nhóm trực giao với số chiều {\displaystyle n}, được ký hiệu là {\displaystyle \operatorname {O} (n)}, là nhóm gồm các phép biến đổi bảo toàn khoảng cách trong một không gian Euclid {\displaystyle n} chiều bảo toàn một điểm cố định, với phép toán nhóm được cho bởi phép hợp ánh xạ. Một định nghĩa tương đương, đó là nhóm các ma trận trực giao kích cỡ {\displaystyle n\times n}, và phép toán nhóm được cho bởi phép nhân ma trận (một ma trận trực giao là một ma trận thực mà nghịch đảo của nó cũng là chuyển vị). Nhóm trực giao đôi khi cũng được gọi là nhóm trực giao tổng quát, cách gọi này tương tự với nhóm tuyến tính tổng quát. Nhóm trực giao là một nhóm đại số, nhóm Lie và compact.
Nhóm trực giao với số chiều {\displaystyle n} gồm hai thành phần là các tập liên thông, trong đó tập hợp chứa phần tử đơn vị là một nhóm con chuẩn tắc, được gọi là nhóm trực giao đặc biệt, và được ký hiệu là {\displaystyle \operatorname {SO} (n)}. Nó gồm tất cả các ma trận trực giao với định thức bằng 1. Nhóm này còn được gọi là nhóm quay, tổng quát hóa cho điều rằng số chiều 2 và 3, các phần tử của nó là các phép quay quanh một điểm cố định (đối với 2 chiều) hoặc quanh một đường thẳng (đối với 3 chiều). Trong các số chiều thấp, những nhóm này đã được nghiên cứu rộng rãi, bao gồm SO(2), SO(3) và SO(4). Tập hợp còn lại chứa các ma trận trực giao có định thức bằng –1. Thành phần này không lập thành một nhóm, bởi tích của hai phần tử bất kỳ của nó sẽ có định thức bằng 1, và do đó không phải là một phần tử của tập hợp này.
Một cách mở rộng, đối với một trường bất kỳ {\displaystyle F}, một ma trận {\displaystyle n\times n} với các phần tử trong {\displaystyle F} sao cho nghịch đảo của nó bằng chuyển vị được gọi là một ma trận trực giao trên trường {\displaystyle F}. Các ma trận trực giao {\displaystyle n\times n} lập thành một nhóm con, được ký hiệu là {\displaystyle \operatorname {O} (n,F)}, thuộc nhóm tuyến tính tổng quát {\displaystyle \operatorname {GL} (n,F)}; tức là{\displaystyle \operatorname {O} (n,F)=\left\{Q\in \operatorname {GL} (n,F)\mid Q^{\mathsf {T}}Q=QQ^{\mathsf {T}}=I\right\}.}Khái quát hơn, cho một dạng song tuyến tính đối xứng không suy biến hay một dạng toàn phương trên một không gian vectơ trên một trường, nhóm trực giao của dạng là một nhóm các ánh xạ tuyến tính khả nghịch bảo toàn dạng. Nhóm trực giao trước là trường hợp đặc biệt mà trong đó, trên một số cơ sở, dạng song tuyến tính là tích vô hướng, hay một cách tương đương, dạng toàn phương là tổng bình phương của các tọa độ.
Tất cả các nhóm trực giao đều là nhóm đại số, bởi vì điều kiện bảo toàn một dạng có thể được biểu diễn bằng một đẳng thức giữa các ma trận.

## Tên gọi
Tên gọi "nhóm trực giao" (orthogonal group) bắt nguồn từ tính chất sau đây của các phần tử của nó. Cho một không gian vectơ Euclid {\displaystyle E} với số chiều {\displaystyle n}, các phần tử của nhóm trực giao {\displaystyle \operatorname {O} (n)} là tương đương dưới phép phóng tỉ lệ đồng nhất (phép vị tự), các ánh xạ tuyến tính từ {\displaystyle E} vào chính {\displaystyle E} trong đó ảnh của các vectơ trực giao cũng là các vectơ trực giao.

## Trong hình học Euclid
Nhóm trực giao {\displaystyle \operatorname {O} (n)} là nhóm con của nhóm tuyến tính tổng quát {\displaystyle \operatorname {GL} (n,\mathbb {R} )}, và bao gồm tất cả các tự đồng cấu bảo toàn chuẩn Euclid; tức là các tự đồng cấu {\displaystyle g} sao cho {\displaystyle \|g(x)\|=\|x\|.}
Cho {\displaystyle \operatorname {E} (n)} là nhóm các phép đẳng cự Euclid của một không gian Euclid {\displaystyle S} với số chiều {\displaystyle n}. Nhóm này không phụ thuộc vào cách chọn một không gian cụ thể, bởi mọi không gian Euclid cùng số chiều là đẳng cấu. Nhóm con ổn định hóa của một điểm {\displaystyle x\in S} là nhóm con của các phần tử {\displaystyle g\in \operatorname {E} (n)} sao cho {\displaystyle g(x)=x}. Nhóm ổn định hóa này đẳng cấu với {\displaystyle \operatorname {O} (n)}, do sự lựa chọn một điểm làm gốc định ra một đẳng cấu giữa không gian vectơ Euclid và không gian vectơ Euclid tương ứng với nó.
Tồn tại một đồng cấu nhóm tự nhiên {\displaystyle p} từ {\displaystyle \operatorname {E} (n)} vào {\displaystyle \operatorname {O} (n)}, được xác định bởi:
{\displaystyle p(g)(y-x)=g(y)-g(x),}
trong đó, như bình thường phép trừ giữa hai điểm thể hiện vectơ tịnh tiến ánh xạ điểm thứ hai vào điểm thứ nhất. Đây là một đồng cấu xác định tốt, bởi dễ dàng kiểm chứng được rằng nếu hai cặp điểm có cùng hiệu thì điều này cũng đúng với ảnh của chúng qua {\displaystyle g} (xem thêm không gian afin và các tiên đề Weyl).
Hạt nhân của {\displaystyle p} là không gian vectơ của các phép tịnh tiến. Do đó, phép tịnh tiến lập thành một nhóm con chuẩn tắc của {\displaystyle \operatorname {E} (n)}, ổn định hóa của hai điểm là liên hợp dưới tác động của phép tịnh tiến, và tất cả ổn định hóa đều đẳng cấu với {\displaystyle \operatorname {O} (n)}.
Hơn nữa, nhóm Euclid là một tích nửa trực tiếp của {\displaystyle \operatorname {O} (n)} và nhóm các phép tịnh tiến. Từ điều này suy ra rằng việc nghiên cứu nhóm Euclid được đơn giản hóa chủ yếu về nghiên cứu nhóm {\displaystyle \operatorname {O} (n)}.

### Nhóm trực giao đặc biệt
Bằng cách chọn một cơ sở trực chuẩn của một không gian vectơ Euclid, nhóm trực giao có thể được đồng nhất (dưới phép nhân ma trận) với nhóm các ma trận trực giao, tức là các ma trận sao cho
{\displaystyle QQ^{\mathsf {T}}=I.}
Từ phương trình này có thể suy ra rằng bình phương định thức của Q bằng 1, và do đó định thức của Q là 1 hoặc –1. Các ma trận trực giao có định thức bằng 1 lập thành một nhóm con được gọi là nhóm trực giao đặc biệt, ký hiệu là SO(n), bao gồm tất cả phép đẳng cự trực tiếp của O(n), tức là các nhóm bảo toàn định hướng không gian.
Nhóm SO(2) là nhóm Abel hay giao hoán, nhưng điều này không đúng với các nhóm SO(n) với mọi n > 2. Các nhóm con hữu hạn của SO(2) là nhóm cyclic Ck của các đối xứng quay bậc k, với mỗi số nguyên dương k. Tất cả những nhóm này đều là những nhóm chuẩn tắc của O(2) và SO(2).

### Dạng chuẩn tắc
Với một phần tử bất kỳ của O(n) tồn tại một cơ sở trực giao, trong đó ma trận của nó có dạng
{\displaystyle {\begin{bmatrix}{\begin{matrix}R_{1}&&\\&\ddots &\\&&R_{k}\end{matrix}}&0\\0&{\begin{matrix}\pm 1&&\\&\ddots &\\&&\pm 1\end{matrix}}\\\end{bmatrix}},}
ở đây các ma trận R1, ..., Rk đều là các ma trận quay 2×2, tức là các ma trận có dạng
{\displaystyle {\begin{bmatrix}a&b\\-b&a\end{bmatrix}},}
với {\displaystyle a^{2}+b^{2}=1.}
Điều này được suy ra từ định lý phổ bằng cách nhóm các cặp giá trị riêng là liên hợp phức, và chú ý rằng trị tuyệt đối của các giá trị riêng của một ma trận trực giao đều bằng 1.
Một phần tử thuộc SO(n) khi và chỉ khi có một số chẵn các số –1 trên đường chéo chính.
Trường hợp đặc biệt với n = 3 được biết với định lý quay Euler, khẳng định rằng mọi phần tử khác đơn vị của SO(3) là một sự quay với một góc quanh một trục đơn nhất.

### Phép phản xạ
Phép phản xạ là những phần tử của O(n) có dạng chuẩn tắc là
{\displaystyle {\begin{bmatrix}-1&0\\0&I\end{bmatrix}},}
trong đó I là ma trận đơn vị (n–1)×(n–1), và các số 0 thể hiện các hàng hoặc các cột ma trận zero. Nói cách khác, một phép phản xạ là một phép biến hình biến đổi không gian thành ảnh gương của nó qua một siêu phẳng nào đó.
Trong không gian hai chiều, mỗi phép quay là tích của hai phép phản xạ. Nói chính xác hơn, một phép quay với góc θ là tích của hai phép phản xạ trong đó các trục tạo một góc θ/2.
Mỗi phần tử của O(n) là tích của tối đa n phép phản xạ. Điều này được suy ra ngay từ dạng chuẩn tắc trên và trường hợp số chiều 2.
Định lý Cartan–Dieudonné là tổng quát hóa của kết quả này cho nhóm trực giao của một dạng toàn phương không suy biến trên một trường có đặc số khác 2.
Phép đối xứng tâm qua gốc tọa độ (ánh xạ v ↦ −v) là một ví dụ của một phần tử trong O(n) không là một tích của ít hơn n phép phản xạ.

### Nhóm đối xứng của mặt cầu
Nhóm trực giao O(n) là nhóm đối xứng của (n − 1)-mặt cầu (với không gian chiều n = 3, đây chỉ là mặt cầu) và mọi đối tượng với đối xứng cầu, nếu gốc tọa độ được chọn làm tâm. Nhóm đối xứng của một đường tròn là O(2). Nhóm con bảo toàn định hướng SO(2) là đẳng cấu (dưới dạng nhóm Lie thực) với nhóm đường tròn, còn được ký hiệu là U(1), tức là nhóm nhân của các số phức với trị tuyệt đối bằng 1. Đẳng cấu này ánh xạ số phức exp(φ i) = cos(φ) + i sin(φ) với trị tuyệt đối 1 tới ma trận trực giao đặc biệt
{\displaystyle {\begin{bmatrix}\cos(\varphi )&-\sin(\varphi )\\\sin(\varphi )&\cos(\varphi )\end{bmatrix}}.}
Trong số chiều cao hơn, O(n) có một cấu trúc phức tạp hơn (chẳng hạn, nó không còn giao hoán). Các cấu trúc tô pô của n-mặt cầu và O(n) có liên hệ chặt chẽ, và sự liên hệ này được sử dụng rộng rãi trong nghiên cứu cả hai không gian tô pô nói trên.

## Cấu trúc nhóm
Các nhóm O(n) và SO(n) là các nhóm Lie compact thực với số chiều n(n − 1)/2. Nhóm O(n) có hai thành phần liên thông, với SO(n) là thành phần đơn vị, tức là thành phần liên thông chứa ma trận đơn vị.

### Nhóm đại số
Nhóm trực giao O(n) có thể được đồng nhất với nhóm các ma trận A sao cho  {\displaystyle A^{\mathsf {T}}A=I.} Do cả hai vế của phương trình này đều là các ma trận đối xứng, điều này dẫn đến {\displaystyle \textstyle {\frac {n(n+1)}{2}}} phương trình mà các hệ số của một ma trận trực giao phải thỏa mãn, và không phải tất cả chúng đều được thỏa mãn bởi các hệ số của một ma trận không trực giao bất kỳ.
Điều này chứng tỏ rằng O(n) là một tập đại số. Hơn nữa, có thể chứng minh được rằng số chiều của nó là
{\displaystyle {\frac {n(n-1)}{2}}=n^{2}-{\frac {n(n+1)}{2}},}
điều này dẫn đến rằng O(n) là một phần giao hoàn chỉnh, tức là mọi thành phần bất khả quy của nó đều có cùng số chiều, và nó không có thành phần nhúng. Thật vậy, O(n) có hai thành phần bất khả quy được phân biệt bởi dấu của định thức (tức là det(A) = 1 hoặc det(A) = –1). Cả hai đều là đa tạp đại số không suy biến với cùng số chiều n(n – 1) / 2. Thành phần với det(A) = 1 là SO(n).

## Trích dẫn
1. ↑  For base fields of characteristic not 2, the definition in terms of a symmetric bilinear form is equivalent to that in terms of a quadratic form, but in characteristic 2 these notions differ.